# Gwiazdoszowce
Gwiazdoszowce (Geastrales K. Hosaka & Castellano) – rząd grzybów należący do klasy pieczarniaków (Agaricomycetes).

## Charakterystyka
Należą tutaj gatunki grzybów naziemnych, wytwarzających owocniki o kulistym pokroju. Po dojrzeniu owocników okrywa zewnętrzna (egzoperydium) pęka promieniście i tworzy gwiaździste ramiona wokół wewnętrznej (endoperydium), która pozostaje kulista.

## Systematyka
Rząd Geastrales do klasyfikacji grzybów wprowadzili K. Hosaka i Castellano w 2007 r. Jest to takson monotypowy zawierający jedną tylko rodzinę:
- Geastraceae Corda 1842 (gwiazdoszowate). Zawiera rodzaje:
  - Cycloderma Klotzsch 1832
  - Geasteroides Long 1917
  - Geastrum Pers. 1794 – gwiazdosz
  - Myriostoma Desv. 1809 – gwiazda
  - Nidulariopsis Greis 1935
  - Phialastrum Sunhede 1989
  - Schenella T. Macbr. 1911
  - Sphaerobolus Tode 1790[3] – strzykacz.

Polskie nazwy na podstawie pracy Władysława Wojewody z 2003 r.
Klasyfikacja przedstawiona przez „Systema Naturae 2000” umieszcza rząd gwiazdoszowców dodatkowo w podklasie Phallomycetidae. Zaliczane są do niego:
- rodziny: gwiazdoszowate (Geastraceae), strzykaczowate (Sphaerobolaceae);
- rodzaj incetrae sedis: Radiigera;

We wczesnych systemach rząd ten był klasyfikowany do klasy wnętrzniaków (Gasteromycetes) lub podklasy pojedynczopodstawkowych (Holobasidiomycetidae).